# Хростково (гміна)
Гміна Хростково (пол. Gmina Chrostkowo) — сільська гміна у північній Польщі. Належить до Ліпновського повіту Куявсько-Поморського воєводства.
Станом на 31 грудня 2011 у гміні проживало 3037 осіб.

## Площа
Згідно з даними за 2007 рік площа гміни становила 74.08 км², у тому числі:
- орні землі: 81.00%
- ліси: 9.00%

Таким чином, площа гміни становить 7.29% площі повіту.

## Населення
Станом на 31 грудня 2011:
| Опис     | Загалом | Загалом | Чоловіки | Чоловіки | Жінки | Жінки |
| -------- | ------- | ------- | -------- | -------- | ----- | ----- |
| одиниця  | осіб    | %       | осіб     | %        | осіб  | %     |
| все      | 3037    | 100     | 1540     | 50.71    | 1497  | 49.29 |
| міське   | 0       | 100     | 0        |          | 0     |       |
| сільське | 3037    | 100     | 1540     | 50.71    | 1497  | 49.29 |

## Сусідні гміни
Гміна Хростково межує з такими гмінами: Бжузе, Кікул, Ліпно, Роґово, Скемпе, Збуйно.